# Gaetano Franceschini
Gaetano Franceschini (* um 1730; † um 1790) war ein italienischer Violinist und Komponist.

## Leben
Über Herkunft und nähere Lebensumstände ist nichts bekannt. Franceschini befand sich zwischen 1774 und 1783 in den
Vereinigten Staaten, wo er Konzerte in Charleston (South Carolina) und New York City gab.

## Schaffen
Im Jahr 1769 veröffentlichte Franceschini zwei Sammlungen mit je sechs Triosonaten für zwei Violinen und Basso Continuo in Amsterdam bei Johann Julius Hummel.

## Werke
- Sonata in G, for 2 violins and continuo, Op.1, No.1
- Sonata in Bb, for 2 violins and continuo, Op.1, No.2
- Sonata in A, for 2 violins and continuo, Op.1, No.3
- Sonata in Eb, for 2 violins and continuo, Op.1, No.4
- Sonata in D, for 2 violins and continuo, Op.1, No.5
- Sonata in E, for 2 violins and continuo, Op.1, No.6